# Hejira
Hejira er Joni Mitchells niende album og stammer fra 1976. Titlen på albummet svarer til det arabiske "hidjra", der betyder "rejse", og sangene stammer fra en køretur, hun foretog alene fra Maine til Los Angeles, og som har tekster, der beskriver hendes tanker og oplevelser undervejs.
Musikalsk er albummet relativt "nøgent" med kun få musikere samt (for Mitchell) ret ukomplicerede sange. Mange af numrene er da også efterfølgende blevet en del af hendes koncertrepertoire. Tydeligt i billedet står ud over hendes stemme Jaco Pastorius' båndløse el-bas på flere numre samt Larry Carltons guitar. Et par af numrene ("Coyote", "Black Crow") er lidt hurtige, men flere af de øvrige er langsomme ballader ("Amelia", "Song for Sharon", "Furry Sings the Blues").
Blandt de emner, hun tager op i sangene, er dilemmaet mellem ægteskab og frihed ("Song for Sharon"), at være kvinde med en mission ("Amelia" – med henvisning til flyveren Amelia Earhart) og en ældre musikers skæbne ("Furry Sings the Blues" – om bluesmusikeren Furry Lewis, som Mitchell mødte i New Orleans, og som efterfølgende var ret negativ over hendes brug af hans navn og historie).

## Sange
Side 1:
1. "Coyote" (5:01)
2. "Amelia" (6:01)
3. "Furry Sings the Blues" (5:07)
4. "A Strange Boy" (4:15)
5. "Hejira" (6:42)

Side 2:
1. "Song for Sharon" (8:40)
2. "Black Crow" (4:22)
3. "Blue Motel Room" (5:04)
4. "Refuge of the Roads" (6:42)

Alle sange skrevet af Joni Mitchell.

## Musikere
Ud over at synge på albummet spiller Joni Mitchell også akustisk og elektrisk guitar. De øvrige gennemgående musikere er Larry Carlton (el-guitar, akustisk guitar), Jaco Pastorius og Max Bennett (el-bas),  John Guerin (trommer) og Bobbye Hall (percussion).
Desuden gæsteoptræder forskellige musikere på enkelte numre. På "Furry Sings the Blues" spiller Neil Young mundharmonika, Tom Scott og Chuck Findley spiller horn på "Refuge of the Roads", Victor Feldman (vibrafon) på "Amelia", Abe Most (klarinet) på "Hejira" og Chuck Domanico (el-bas) på "Blue Motel Room".

## Cover
Coveret er et sort/hvidt fotografi af en tilfrosset sø og dækker på den oprindelige lp både for- og bagside. Mitchell figurerer selv i forgrunden på forsiden i en pelslignende beklædning samt alpehue. Midt på kroppen er indlagt et foto af en endeløs landevej. På albummets bagside ses to skøjteløbere, herunder en ung pige i balletskørt. På coverets inderside ses (igen det oprindelige lp-cover) Mitchell selv på skøjter på søen i en udgave, der kunne ligne en stor sort fugl ("Black Crow") som vignet til teksterne til sangene. 